# Ett kungarike för en kram
Ett kungarike för en kram är ett album av den svenska sångaren Magnus Carlson, känd från Weeping Willows. Albumet släpptes 2003. Ett förslag till titel var Vaxholm och jag, en allusion på Morrisseys skiva Vauxhall and I. Eggstone medverkar som musiker och producenter.

## Låtlista
1. 14 1/2
2. Avskedskonsert
3. Elin
4. Håll om mig
5. Jag ber dig (cover på Frankie Valli & The Four Seasons' låt Beggin')
6. (Jag trodde inte att) Du Fanns
7. Nollgradig (Skriven av Stry Terrarie)
8. Nånstans
9. Slit och släng mig
10. Varför är jag här?
11. Vi kommer att ses igen